# Balāveh Khoshkeh
Balāveh Khoshkeh (persiska: بلاوه خشکه, Belāveh Khoshkeh) är en ort i Iran.   Den ligger i provinsen Ilam, i den västra delen av landet, 500 km sydväst om huvudstaden Teheran. Balāveh Khoshkeh ligger 918 meter över havet och antalet invånare är 316.
Terrängen runt Balāveh Khoshkeh är varierad.Runt Balāveh Khoshkeh är det ganska glesbefolkat, med 39 invånare per kvadratkilometer. Närmaste större samhälle är Sholeh Kosh, 10,7 km norr om Balāveh Khoshkeh. Omgivningarna runt Balāveh Khoshkeh är i huvudsak ett öppet busklandskap.